# Ernst Meyer (maler)
 Der er flere personer med dette navn, se Ernst Meyer.
Ernst Meyer (født Ahron Meyer, 11. maj 1797 i Altona, død 31. januar 1861 i Rom) var en dansk genremaler.

## Elevtid
Ernst Meyer var søn af mægler Salomon Meyer og Brendle født Meyer, en søster til hofråd David Amsel Meyer. Da hans forældre blev skilt året efter hans fødsel, tog hans mor til København, hvor hun 1801 blev gift for anden gang med købmand Gottschalk Salomon. Meyer blev opdraget hos faderen, men da hans tilbøjelighed og anlæg kun gik i retning af at tegne og male, sendte faren ham i 1812 til København, hvor  morens familie måtte tage sig af ham, da faren ikke havde råd til at understøtte ham. 
Det var navnlig datidens store kunstelsker, grosserer, senere redaktør, M.L. Nathanson, som sørgede for ham, så han uden frygt for det daglige brød kunne besøge Kunstakademiet, mens han samtidig fik plads i C.A. Lorentzens malerskole. Han blev 1814 elev af Modelskolen, vandt 1816 den mindre og 1818 den store Sølvmedalje. Efter datidens kunstneropdragelse måtte han under lærerens opsyn male kopier efter ældre billeder, og sådanne kopier var også hans første udstillede arbejder.

## Talentfuld – men kaldt bizar
Selv om man i hans samtid i hans første originale billeder sporede den unge kunstners talent og regnede En Yngling i saakaldet gammeltysk Dragt i fortrolig Samtale med en ung Dame fra 1818 til hans "genifulde" arbejder, så kaldte man dem dog bizarre og mislykkede. Men efter at C.W. Eckersberg samme år var blevet professor ved Akademiet, synes det som om dennes lyse farve og sikre tegning øvede deres indflydelse på Meyer, der dog næppe ligefrem var hans elev, thi hans i det næste år udstillede arbejde, Gretchen knælende for Mariebilledet, kaldes "en yndig Kunstblomst", hvori Eckersbergs indflydelse tydelig spores. 
Man mærker dog i emnevalget den sans for erotik, som siden prægede sig i hans modnere kunst, men også en vis tyskhed, der minder om hele tidens smag og den opblomstrende Goethe-begejstring. Målet var imidlertid at blive historiemaler, og Meyer konkurrerede i 1819 til den mindre guldmedalje. Opgaven var Josef forestiller sin Fader for Farao, men han vandt ingen præmie. Han rejste nu til München, hvorfra han, på sine venners indtrængende opfordringer, dog vendte tilbage for at konkurrere i 1821. Midt under udførelsen forlod han den loge på Akademiet, hvori han arbejdede, og tog sit arbejde med sig. Dermed var historiemaleriet opgivet for stedse.

## Først München, så Rom
Han vendte nu tilbage til München, og her sluttede han sig så fuldstændig til den dér blomstrende katolsksindede malerskole med Peter von Cornelius i spidsen, at han på et hængende hår var gået ganske tabt for Danmark og for den fremtid, der ventede ham. Her malede han i tre år emner fra den katolske middelalder, mest taget fra tyske digtere, men udstillede intet af dette i Danmark. 
Det var hans ungdomsven fra København Herman Wilhelm Bissen – med hvem han kunne tale plattysk – der rev ham ud af disse omgivelser og hele denne tysk-romantiske tankekreds og førte ham (1824) med sig til Rom, hvor han, om end danskerne den gang ikke havde skilt sig fra den tyske kunstnerkreds, dog kom til at stå i en ny og stadig forbindelse med den dansk-romerske kunstverden, hvori Thorvaldsen den gang var sjælen. 
Han fik snart blikket opladt for det folkeliv, som med så umiddelbar friskhed rørte sig om ham, og blev dettes mere og mere begejstrede fortolker i en stil, som både fra først af og i sin senere udvikling skilte sig fordelagtig fra den gængse tyske og engelske vel kunstig tillavede opfattelse.

## "Søfolk sætte rejsende i Land på Capri"
Et frisk og godmodigt lune, hvis første spire ses i en radering fra omkring 1820, forestillende en snurrig, gammel opvarter ved Kunstakademiet, parrer sig nu i hans arbejder dels med den skælmske erotik, som fulgte ham gennem livet, dels med en fremstillingsmåde, der i form og farve ganske anderledes end før slutter sig til den danske skole, hvoraf han var udgået, og under hvis påvirkning han atter var kommet ved samlivet med de københavnske kunstnervenner, der efterhånden kom til Rom. Tilslutningen til Danmark viser sig også i, at han, så snart de første forberedende år vare omme, atter fra 1827 udstiller i København og vedbliver dermed til sin død, ligesom også mange danskere slutter sig til den store kreds, der købte hans billeder. 
En Brøndscene i Nærheden af et Kapucinerkloster, det første billede, han udstillede i København (1827), viser kunstneren omtrent som på billederne i Thorvaldsens Museum, om end nok så heldig i farven; ved siden af de karakteristisk opfattede håndbevægelser er der dog noget ufrit i malemåden, særlig i ansigterne. 
I 1833 købte prins Christian Frederik En neapolitansk Fiskerfamilie af ham. Samme år vakte han almindelig opsigt ved En offentlig Brevskriver, som oprindelig var malet til hofråd Joseph Hambro. En gentagelse med sit sidestykke, hvor skriveren læser et brev op, tilhører Thorvaldsens Museum. Det umaleriske foredrag i disse fra lunets og opfattelsens side så fortrinlige billeder viger efterhånden for en bredere og mere tiltalende penselføring; således i En Fisker, som ser efter Vinden og En Dreng føres af sine Forældre til Klosteret, begge i Thorvaldsens Museum. 
Hans navnkundigste billede, Søfolk sætte rejsende i Land på Capri, hvoraf et eksemplar tilhørte godsejer Scavenius (udstillet 1837), måtte han gentage mange gange. Det er gengivet blandt Billeder af danske Malere ved A. Kittendorff; men andre af hans billeder, for eksempel De 2 Venner, den lille dreng og det store sorte svin, har i grunden større lune og indhold i fortællingen og et friere foredrag.

## Sygdom og kurophold
Det er nu en rig fylde af tiltalende billeder, som udgår fra hans flittige hånd. Hele Italiens folkeliv, solbrændte, nøgne fiskere, velnærede munke og præster, unge – ganske lidt forelskede – abbater og frem for alt den romerske og napolitanske almues kvinde, lige fra barnealderen til den skælmske elskerinde og den lykkelige moder, glider forbi dens blik, der har fulgt og erindrer Meyers udviklingsgang. Kunstneren havde oprindelig et udmærket helbred, men ikke alene hans utrættelige flid, også en besynderlig lyst til kåd misbrug af kræfterne virkede nedbrydende og påførte ham navnlig stærke anfald af gigt og reumatisme. 
I 1841 måtte han forlade Italien for ved badestedet Gräfenberg at forsøge på at genoprette sit helbred. Han brugte kuren i to somre og rejste 1843 til Danmark. Kunstakademiet udtalte nu ønsket om at optage den fejrede, europaberømte kunstner til medlem uden for de sædvanlige regler, da hverken hans helbred eller hans korte ophold tillod ham at udføre et receptionsarbejde. Ifølge en kongelig resolution blev han 18. december optaget til medlem af Akademiet. I 1844 forlod han atter Danmark, gennemrejste Europa og havnede atter i Rom, indtil revolutionsurolighederne i 1848 atter fordrev ham, og han tilbragte omkring fire år i Tyskland, Frankrig og Schweiz, men kom ikke til Danmark.

## Dør ved et slagtilfælde i Rom
Den gigt (arthritis) han led af tog under dette ophold nord for Italien så stærkt til, at han blev en værkbruden mand, der kun kunne bevæge sig ved hjælp af krykker, og hvis hænder og arme var så fordrejede, at han måtte opgive oliemaleriet. Han lærte – efter de håndtegninger at dømme, som senere blev kobberstiksamlingens eje – sig selv at male med vandfarver, og det er mærkeligt at se, hvor ubehjælpsomme den øvede kunstners første forsøg var i dette materiale, og hvor hurtig han gjorde sig til virtuosmæssig herre over de nye midler. 
Navnlig fik han i sine akvareller en varme og dybde i farven, som kun sjældent sås i hans oliebilleder. Trods sin svaghed bevarede han sin åndsfriskhed og sit lune og færdedes hver sommer på rejser, navnlig til Syditalien, lige til den sidste, han levede. Vinteren 1860-61 fandt ham i Rom glad og virksom som sædvanlig, indtil et slagtilfælde om morgenen 31. januar fældede ham. Han blev bragt bevidstløs hjem; yngre kunstnere og venner vågede ved den ugifte gamle kunstners leje, og i den tidlige morgenstund 1. februar 1861 var han hensovet. Et talrigt europæisk følge ledsagede den følgende aften ved fakkelskin den hensovede kunstners jordiske levninger til den mosaiske kirkegaard i Rom.
I 1852 blev han Ridder af Dannebrog.

## Billeder
| - Andre værker af Ernst Meyer - En lille italiensk pige ved en fontæne, 1826 - En smøge i Rom, ca. 1830 - En pergola med vin, 1832 - To venner – En dreng sovende ved et svin, 1835? - En gammel fisker på Capri, ca 1844 - Bjerglandskab ved Civitella, 1845 - Parti af Teatro Marcello (en) i Rom, før 1849 - Italiensk pige i en lysning i skoven, 1853 - Inteiør med sovende mor og barn, 1856 - En strikkelektion, 1858 A knitting lesson - Den lille abbate og bedstemoderen, 1859 - Italienske kvinder samler engblomster i store kurve Senest 1861 - Udflugt til Albanerbjergene Mellem 1823 og 1861 - Italiensk køkken Ml. 1824 og 1861 - Portræt af italienerinde Ml. 1824 og 1861 - Italiensk strandparti med legende børn Ml. 1852 og 1861 |